# Sơ Pai
Sơ Pai là một xã thuộc huyện Kbang, tỉnh Gia Lai, Việt Nam.
Xã Sơ Pai có diện tích 113,67 km², dân số năm 1999 là 4.108 người, mật độ dân số đạt 36 người/km².